# Jamie Anderson (Golfspieler)
James Anderson (27. Juni 1842 – 16. August 1905) war ein Profigolfer des 19. Jahrhunderts, der von 1877 bis 1879 dreimal hintereinander die Open Championship gewann.

## Frühes Leben
Anderson wurde in St Andrews, Schottland, als Sohn von David „Da“ Anderson, dem Greenkeeper des Old Course, geboren. Dort verkaufte von einem tragbaren Wagen aus auch Tee und Limonade auf dem Old Course. James Anderson begann schon in jungen Jahren, als Allan Robertson noch lebte, als Caddie auf dem Old Course zu arbeiten, und begann etwa zur selben Zeit mit dem Golfsport. Im Gegensatz zum neun Jahre jüngeren Young Tom Morris, der 1868 im Alter von 17 Jahren sein erstes Open gewann, brauchte James Anderson viele Jahre, um seine beste Turnierform zu erreichen (35 Jahre).

## Golf-Karriere
Andersons Siege bei den Offenen Meisterschaften waren 1877 in Musselburgh, 1878 im Prestwick Golf Club und 1879 in St Andrews. Er ist einer von nur vier Golfern, die drei aufeinanderfolgende Open gewonnen haben, neben dem jungen Tom Morris (1868–1870), Bob Ferguson (1880–1882) und Peter Thomson (1954–1956). Anderson trat 1880 nicht an, weil der Termin des Turniers so spät angesetzt wurde, dass er die Teilnahme verpasste. Im nächsten Jahr, 1881, wurde er Zweiter. Sein Neffe David wurde 1888 Zweiter, und alle seine Söhne wurden Golfprofis.

## Tod und Vermächtnis
Anderson starb in einem Armenhaus in Thornton, Fife, Schottland.
| Personendaten    | Personendaten          |
| ---------------- | ---------------------- |
| NAME             | Anderson, Jamie        |
| ALTERNATIVNAMEN  | Anderson, James        |
| KURZBESCHREIBUNG | schottischer Golfer    |
| GEBURTSDATUM     | 27. Juni 1842          |
| GEBURTSORT       | St Andrews, Schottland |
| STERBEDATUM      | 16. August 1905        |
| STERBEORT        | Thornton               |